# Sorède
Sorède (catalano: Sureda) è un comune francese di 3 065 abitanti situato nel dipartimento dei Pirenei Orientali nella regione dell'Occitania.
Essendo a cavallo dei Pirenei, ha una forte comunanza culturale con la Catalogna spagnola ed il catalano viene parlato localmente. Il suo nome deriva dal nome latino del sughero, suber, del quale i boschi circostanti sono ricchi.

## Società

### Evoluzione demografica
Abitanti censiti